# エリク・マース
エリック・マース（Erik Maes, 1972年5月2日 - ）は、オランダ・マーストリヒト出身の元サッカー選手。現役時代のポジションはFW。日本での登録名はマース。
1996年、オランダ人のフランツ・ファン・バルコム監督の希望でアルビレオ新潟FC（1997年にアルビレックス新潟に改称）に加入した。2シーズン連続での北信越リーグ優勝に貢献し、1996年シーズンの得点王とアシスト王に輝いた。1997年はシーズン途中から左膝の怪我のため戦列を離れ、シーズン終了時に退団した。

## 所属クラブ
- 1989年-1994年  MVVマーストリヒト[注 1]
- 1996年-1997年  アルビレオ新潟FC/アルビレックス新潟

## 個人成績
| 1996年 | 新潟   | 10     | 北信越 | 9  | 13 | 1 | 0 | 10 | 13 |
| 1997年 | 新潟   | 10     | 北信越 | 3  | 2  | - | - | 3  | 2  |
| 総通算 | 総通算 | 総通算 | 総通算 | 12 | 15 | 1 | 0 | 13 | 15 |